# Festival Internacional del Cine de San Sebastián de 1957
El Festival Internacional del Cine de San Sebastián de 1957 tuvo lugar entre el 21 y el 28 de julio de 1957. Este certamen está considerado como la V edición del Festival Internacional de Cine de San Sebastián. En esta ocasión el Festival disfrutó por primera vez de la máxima categoría —la «A»— otorgada por la Federación Internacional de Asociaciones de Productores Cinematográficos (FIAPF). Esto quiere decir que fue un festival competitivo y no especializado. Por primera vez, los premios máximos recibieron la denominación de Concha de Oro.

## Antecedentes
La mala gestión del Festival Cinematográfico Internacional del Color de 1955 hizo que la Federación Internacional de Asociaciones de Productores Cinematográficos (FIAPF) retirara al Festival de San Sebastián el reconocimiento oficial. El evento sobrevivió gracias al Ayuntamiento de la ciudad, que se hizo cargo de la organización en 1956 de una Semana Internacional del Cine que, aunque no tenía reconocimiento internacional y tuvo menos relevancia, consiguió mantener la continuidad del certamen. Tras su celebración, las autoridades cinematográficas españolas trabajaron para recuperar el reconocimiento de la FIAPF y salvar el festival.

## La máxima categoría
Existía un conflicto en materia cinematográfica entre España y los Estados Unidos. La industria de este país rechazaba la normativa española que imponía que por cada cuatro películas extranjeras exhibidas en salas se debía exhibir una película nacional. El conflicto duraba ya un par de años durante los cuales había disminuido la proyección de filmes estadounidenses en España. En febrero de 1957 llegó a España Charles Baldwin, representante de la Motion Picture Export Association of America (MPEAA), con el propósito de negociar una solución al problema. Contaba para ello con el asesoramiento del jurista Gregorio Marañón Moya, representante en España de la asociación. Durante las negociaciones mantenidas en la Dirección General de Cinematografía las autoridades españolas manifestaron que un eventual apoyo estadounidense al Festival de San Sebastián dentro de la FIAPF podría facilitar el entendimiento en el tema de las cuotas de exhibición. Aunque Baldwin evitó comprometerse hasta consultar a la dirección de la MPEAA, el resultado fue que en la reunión de la FIAPF celebrada unos meses después en París se acordó conceder al Festival de San Sebastián la categoría «A», esto es, el reconocimiento como festival competitivo no especializado. Esta era la misma categoría que tenían los festivales de Cannes, Venecia o Berlín.

## Organización
En cuanto se supo que se había alcanzado la máxima categoría otorgada por la FIAPF, el Ayuntamiento de San Sebastián se puso a trabajar en la organización. El alcalde Pagola reunió al Comité Ejecutivo, que decidió que, a la vista de la nueva categoría del Festival, no bastaba con la gestión del secretario general, que seguiría siendo Ramiro Cibrián. Por ello se nombró director a Antonio de Zulueta y Besson, abogado de gran proyección social en la ciudad. Zulueta había sido fundador del Cine Club Ateneo, era entonces presidente del Real Club Náutico, hablaba varios idiomas y tenía una selecta y extensa red de relaciones sociales. El nombramiento se hizo por un período de dos años y no conllevaba remuneración.
No obstante, Zulueta estaba limitado por un grupo de «asesores» designados por el Sindicato Nacional del Espectáculo, la Dirección General de Cinematografía y productores encuadrados en Uniespaña. Las dos últimas instituciones se reservaban la selección de las películas a exhibir en el Festival. Por otra parte, gran parte de las tareas organizativas fueron delegadas en el Centro de Atracción y Turismo, contando con una treintena de colaboradores.

## Participantes
Zulueta se puso de inmediato a intentar conseguir películas en otros países. En aquella época era costumbre que cada país propusiera las cintas que deseaba que participasen. Conocedores de las limitaciones de la censura franquista respecto a política y sexo, proponían filmes que no fueran conflictivos. El resultado de las gestiones no fue muy satisfactorio. La disputa con Estados Unidos respecto a las cuotas de pantalla no se había resuelto, por lo que la industria de ese país boicoteó el Festival; solo se consiguió la participación de una película de segunda fila de una productora independiente, Un beso antes de morir, con una joven Joanne Woodward y la veterana Mary Astor. Francia, celosa de la competencia que el Festival de San Sebastián pudiera hacer al de Cannes, envió dos películas de baja calidad. Tampoco Italia se esforzó, y envió un pretencioso documental —L'oceano ci chiama— y un típico sainete de la época —Sabela—. Países Bajos concursó con El holandés volador, biografía de Anthony Fokker que la crítica consideró lenta y tópica. México compitió con Pablo y Carolina, divertida pero intrascendente. Tampoco fue muy destacada la representación nacional.
Más suerte tuvo Zulueta en su viaje a Berlín, donde consiguió la participación de una buena película —Ich suche Dich—, arrebatándosela al Festival de Venecia. Por otra parte, se contó por primera vez con filmes de dos países comunistas. De Checoslovaquia se consiguió El abuelo automóvil —película realizada en coproducción con Francia que sería bien acogida por la crítica especializada— y cinco cortometrajes, varios de ellos de una interesante animación. También Rumanía aportó dos cortos. Por razones ideológicas, estas películas fueron visionadas con especial cuidado por las autoridades franquistas antes de darles el visto bueno. Pero el mayor éxito se consiguió con la presencia fuera de concurso de Las noches de Cabiria y su director, Federico Fellini, para la sesión de clausura. Cifesa era la encargada de la distribución del filme en España, consideró que la exhibición en el Festival sería una buena promoción y corrió con los gastos.

### Largometrajes
Sección oficial a concurso

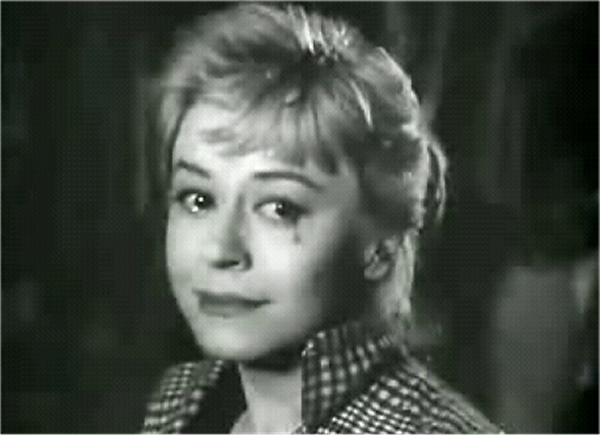
Las noches de Cabiria subió el nivel y Giulietta Masina ganó el Premio Zulueta.

- El holandés volador, de Gerard Rutten (Países Bajos).
- Un beso antes de morir, de Gerd Oswald (Estados Unidos).
- El abuelo automóvil, de Alfred Radok (Checoslovaquia).
- La guarida, de Guy Green (Reino Unido).
- Ich suche Dich, de O.W. Fischer (República Federal de Alemania).
- L'oceano ci chiama, de Giorgio Ferroni y Giovanni Roccardi (Italia).
- La ciudad de los niños, de Gilberto Martínez Solares (México).
- Sabela, de Dino Risi (Italia).
- X3 operación dinamita, de Henri Decoin (Francia).
- Pasos de angustia, de Clemente Pamplona (España).
- S.O.S. Noronha, de Georges Rouquier (Francia).

Sección oficial, fuera de concurso
- Pablo y Carolina, de Mauricio de la Serna (México).
- Héroes del aire, de Ramón Torrado (España).
- Las noches de Cabiria, de Federico Fellini (Italia).

### Cortometrajes
Algunos de los cortometrajes exhibidos fueron:
- La donna de L'Olt, de Ian Bostan (Rumanía).
- Images du Delta, de Mirel Iliescu (Rumanía).
- Costas del sur, de Manuel Hernández Sanjuán (España).
- Le rocher de Freyr, de Hubert Bastin (Bélgica).
- Inspiración (Checoslovaquia).
- Os primitivos portugueses, Fernando Garcia (Portugal).
- Mundo ajeno, de Francisco del Villar (México).
- Capra hispánica (España).
- Costa verde (España, fuera de concurso).

## Asistentes

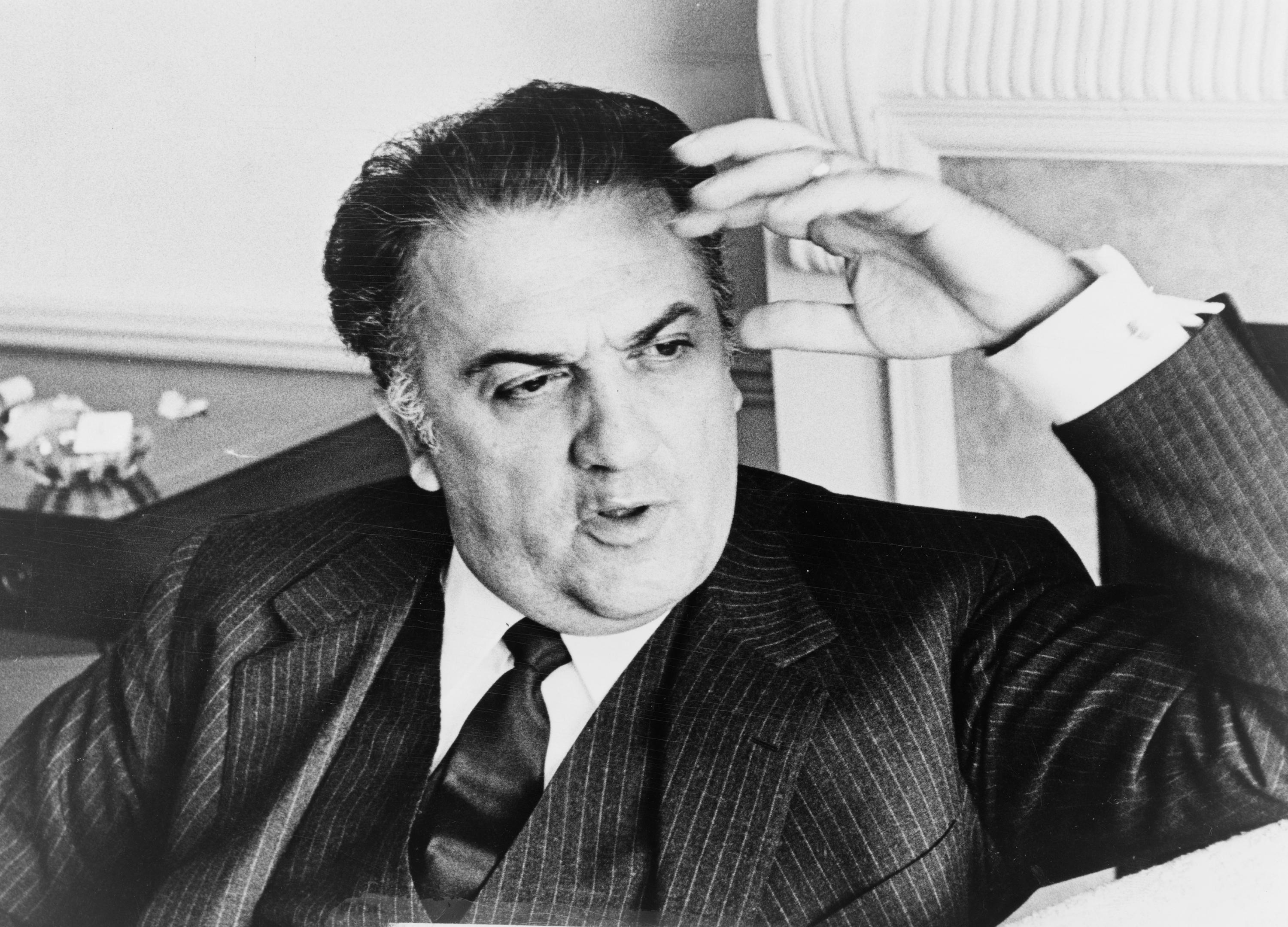
La presencia de Fellini potenció el Festival.

Aunque el Festival había alcanzado por primera vez la máxima categoría, la asistencia de artistas fue bastante pobre. Se anunció la llegada de Brigitte Bardot. La estrella francesa tenía que pasar por San Sebastián rumbo a Málaga, donde iba a participar en el rodaje de una película. A pesar de las intensas gestiones realizadas por Zulueta, la actriz no se detuvo en la ciudad y se limitó a saludar desde la ventanilla del tren. Douglas Fairbanks, Jr. llegó a aceptar la invitación, pero le surgió la oportunidad de producir Chase a Crooked Shadow y desistió. Tampoco Marlon Brando acudió pese a encontrarse en Málaga.
Además de Federico Fellini, con la delegación italiana vinieron los también directores Dino Risi y Giorgio Ferroni y las actrices Sylva Koscina y Maria Piazzai. También asistieron la actriz británica Brenda de Banzie y la india Bandana Das Gupta, cuya hermana Sonali estaba por entonces unida sentimentalmente a Roberto Rossellini. De América llegaron la mexicana Rosita Arenas y la argentina Zully Moreno. La visita del francés Daniel Gélin y su esposa se vio ensombrecida por la trágica muerte accidental de su hijo Pascal, conocida cuando ya habían abandonado la ciudad. 
Entre los asistentes españoles se puede citar a Licia Calderón, Lola Flores, Trini Montero, Lina Rosales o Silvia Morgan. En este grupo también se puede incluir a la francesa Marion Mitchell, que desarrollaba su carrera en España.

## Actividades paralelas
Además de la exhibición de películas en versión original, se realizaron otras actividades complementarias, algunas de ellas completamente extracinematográficas. El día de la inauguración, además de una recepción oficial en al Ayuntamiento, se ofreció una cena por la noche. El día 23, en una sesión de cortometrajes infantiles, hubo una anacrónica visita de los Reyes Magos con regalos para los niños asistentes. El 24, día en el que se exhibieron las dos películas francesas, la delegación de ese país ofreció un almuerzo a Zulueta y a algunos críticos cinematográficos. El día 25 se celebró la ya tradicional competición de tiro de pichón en Gudamendi en la que participaban artistas y miembros de las delegaciones. Ese mismo día fue la delegación mexicana quien ofreció una mariscada en una típica sociedad gastronómica de la ciudad. Y también el 25, el director Zulueta ofreció un almuerzo en la sede del Real Club Náutico —del que también era presidente— al que fueron invitados los miembros del Jurado y del Comité Ejecutivo, los artistas y miembros de delegaciones y los periodistas que cubrían el evento. El domingo 28  —día de la clausura—se inició con una misa matinal en la Iglesia de Santa María y continuó por la tarde con la ya tradicional novillada. Para concluir, el fallo del jurado fue hecho público durante una cena de gran gala celebrada en el Hotel María Cristina. A lo largo del festival se celebró también un desfile de modelos y tuvo lugar la inauguración de la temporada hípica en el Hipódromo de Lasarte, con la competición por un premio que patrocinaba el Festival.
También este año se publicó la revista Festival, editada por la organización del Festival, dirigida por Enrique Cimas e impresa en los talleres de El Diario Vasco. Se vendía al precio de dos pesetas e informaba detalladamente de todo lo relacionado con el evento.

## Premios

### Palmarés oficial

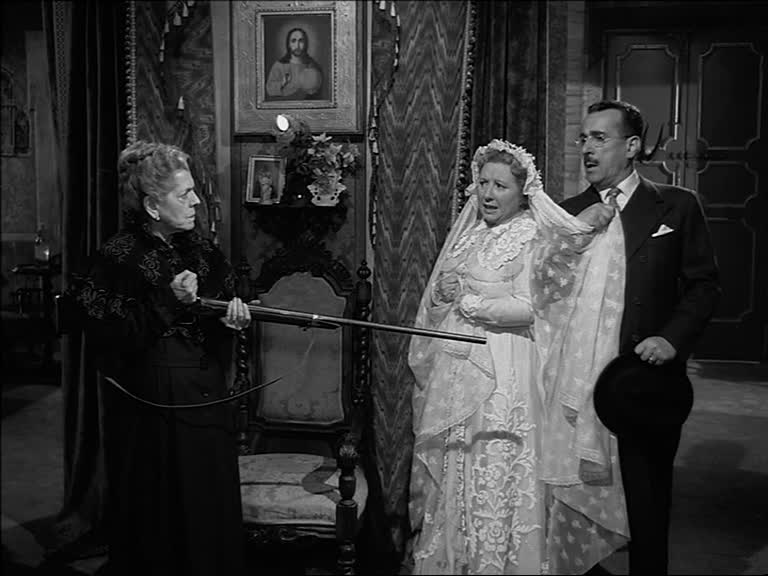
Sabella ganó la primera Concha de Oro.

Por primera vez, los máximos galardones, concedidos a las mejores películas de largo y corto metraje presentadas a concurso, recibieron la denominación de «Concha de Oro». En algunas de las ediciones anteriores se habían llamado «Concha de Plata», nombre que ahora quedó reservado para un segundo premio.
El jurado fue presidido por el alcalde de San Sebastián, Juan Pagola. Estaba integrado por otros ocho vocales; cuatro españoles y cuatro extranjeros. Los españoles fueron el historiador del arte José Camón Aznar, el profesor de cinematografía Antonio Cuevas, el director José Luis Sáenz de Heredia y el crítico Alfonso Sánchez. Los extranjeros fueron el hispanista irlandés Walter Starkie, el crítico italiano Piero Gadda Conti, el escritor alemán y colaborador del Festival de Berlín Hans Borgelt y el escritor francés André Gillois.
Largometrajes
- Concha de Oro a la mejor película: Sabela, de Dino Risi (Italia).
- Concha de Plata: El abuelo automóvil, de Alfred Radok (Checoslovaquia) e Ich suche Dich, de Otto Wilhelm Fischer (Alemania).

Cortometrajes
- Concha de Oro: Costas del sur, de Manuel Hernández Sanjuán (España).
- Concha de Plata: Mundo ajeno, de Francisco del Villar (México).

Corrieron rumores de que la concesión del máximo galardón a Sabela obedecía a un pacto establecido previamente consistente en otorgar el premio a una película italiana a cambio de la presencia en el Festival de Fellini y su Las noches de Cabiria.

### Premios oficiosos
A propuesta de Felipe de Ugarte, delegado provincial del Ministerio de Información y Turismo, se crearon unos premios de interpretación que llevarían el nombre de Zulueta y que serían concedidos por un jurado distinto al oficial. Este jurado fue presidido por el propio Zulueta y lo integraban también el periodista navarro José Berruezo y el productor y antiguo director del Festival Miguel de Echarri. Puesto que quedaban fuera de la competición oficial, podrían participar también los filmes no presentados a concurso.
- Premio Zulueta a la mejor interpretación femenina: Giulietta Masina, por Las noches de Cabiria (Italia).
- Premio Zulueta a la mejor interpretación masculina: Charles Vanel, por X3 operación dinamita (Francia).

Además, el Comité Ejecutivo del Festival concedió una Concha de Plata extraordinaria a Federico Fellini «como reconocimiento a su obra cinematográfica y por su atención al participar en el Festival de San Sebastián».

### Premios paralelos

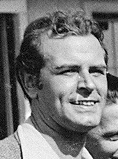
O. W. Fischer ganó la Medalla del CEC por el guion de Ich suche Dich.

La obtención de la máxima categoría atrajo al Festival a otras organizaciones cinematográficas que concedían premios.
- El Círculo de Escritores Cinematográficos concedió un premio al mejor guion original:
  - Medalla del Círculo de Escritores Cinematográficos al mejor guion original: Otto Wilhelm Fischer, Claus Hardt, Gerhard Menzel y Martin Morlock por Ich suche Dich.

- Como venía haciendo en otros festivales, la Oficina Católica Internacional del Cine también acudió a San Sebastián para premiar a la película que reuniera mejores valores cinematográficos y morales:
  - Premio OCIC: Ich suche Dich. El jurado explicó que el premio se otorgaba «por la exaltación del triunfo de la espiritualidad sobre una concepción materialista de la ciencia y de la vida».

- Un jurado de críticos concedió también sendos premios al mejor largometraje y al mejor cortometraje:
  - Premio de la Crítica al mejor largometraje: El abuelo automóvil.
  - Premio de la Crítica al mejor cortometraje: Le rocher de Freyr (Bélgica).

- Por último, el Cineclub San Sebastián concedió un premio a la película más apropiada para su exhibición en cineclubs:
  - Premio del Cineclub San Sebastián: Las noches de Cabiria.

## Valoraciones
Desde un primer momento, la crítica cinematográfica consideró que gran cantidad de los largometrajes seleccionados no merecían figurar en un festival de categoría «A». Solo las representaciones de Checoslovaquia y la República Federal Alemana fueron elogiadas, y hubo división de opiniones respecto a la película italiana ganadora de la Concha de Oro. La organización se disculpó por el poco tiempo del que había dispuesto desde que se supo que el certamen había obtenido la máxima categoría, excusa que ya no habría de servir en años venideros. También hubo una ausencia de estrellas de renombre que atrajeran la atención del público. Solo la presencia de Federico Fellini y de Las noches de Cabiria mitigaron algo ambas carencias.
Por otro lado, tanto la excesiva celebración de comidas y celebraciones como el abuso en las invitaciones y la prolongación de la estancia de profesionales del cine que se encontraban muy a gusto en San Sebastián, produjeron un incremento del gasto. Esto ocasionó un déficit del que el Festival tardó en recuperarse, dado que su presupuesto era muy inferior al de otros eventos cinematográficos de igual categoría.
No obstante, el Festival logró consolidar su posición y celebrar en 1958 una VI edición con una notable participación de la industria de Hollywood, iniciando así la «etapa americana» del certamen donostiarra.